# Edwardsiella janthina
Edwardsiella janthina is een zeeanemonensoort uit de familie Edwardsiidae. De anemoon komt uit het geslacht Edwardsiella. Edwardsiella janthina werd in 1881 voor het eerst wetenschappelijk beschreven door Andrès. 